# Horisjni Plavni
Horisjni Plavni (till 2016 Komsomolsk) (ukrainska: Горішні Плавні  uttal (fil); ryska: Горишние Плавни, Gorisjnije Plavni) är en stad i Poltava oblast i Ukraina. Folkmängden uppgick till 51 743 invånare i början av 2012.
Stadens tidigare namn "Komsomolsk" var efter det kommunistiska ungdomsförbundet Komsomol.